# Daniel Vorländer
Daniel Vorländer (1867 – 1941) va ser un químic alemany que va sintetitzar la major part dels cristalls líquids coneguts fins a la seva jubilació l'any 1935.
Vorländer va néixer a Eupen a la Prússia renana (avui Bèlgica). Va estudiar química a les Universitats de Kiel, Múnic i Humboldt de Berlín, després de la qual cosa es va convertir en professor a la Universitat de Halle-Wittenberg.
Vorländer va aplicar el seu coneixement de l'estructura molecular per seleccionar aquelles molècules que mostren o poden mostrar l'estat líquid cristal·lí. En particular, una geometria molecular lineal era propícia. Al llarg dels anys Vorländer i els seus estudiants sintetitzaren centenars de compostos cristal·lins líquids. Un descobriment interessant és que entre els cristalls líquids viscosos hi havia molts compostos de sabó i similars al sabó.
Vorländer va servir com a voluntari durant la Primera Guerra Mundial, durant la qual va rebre la Creu de Ferro. Va morir a Halle, Saxònia-Anhalt, l'any 1941.